# Bremsschirm

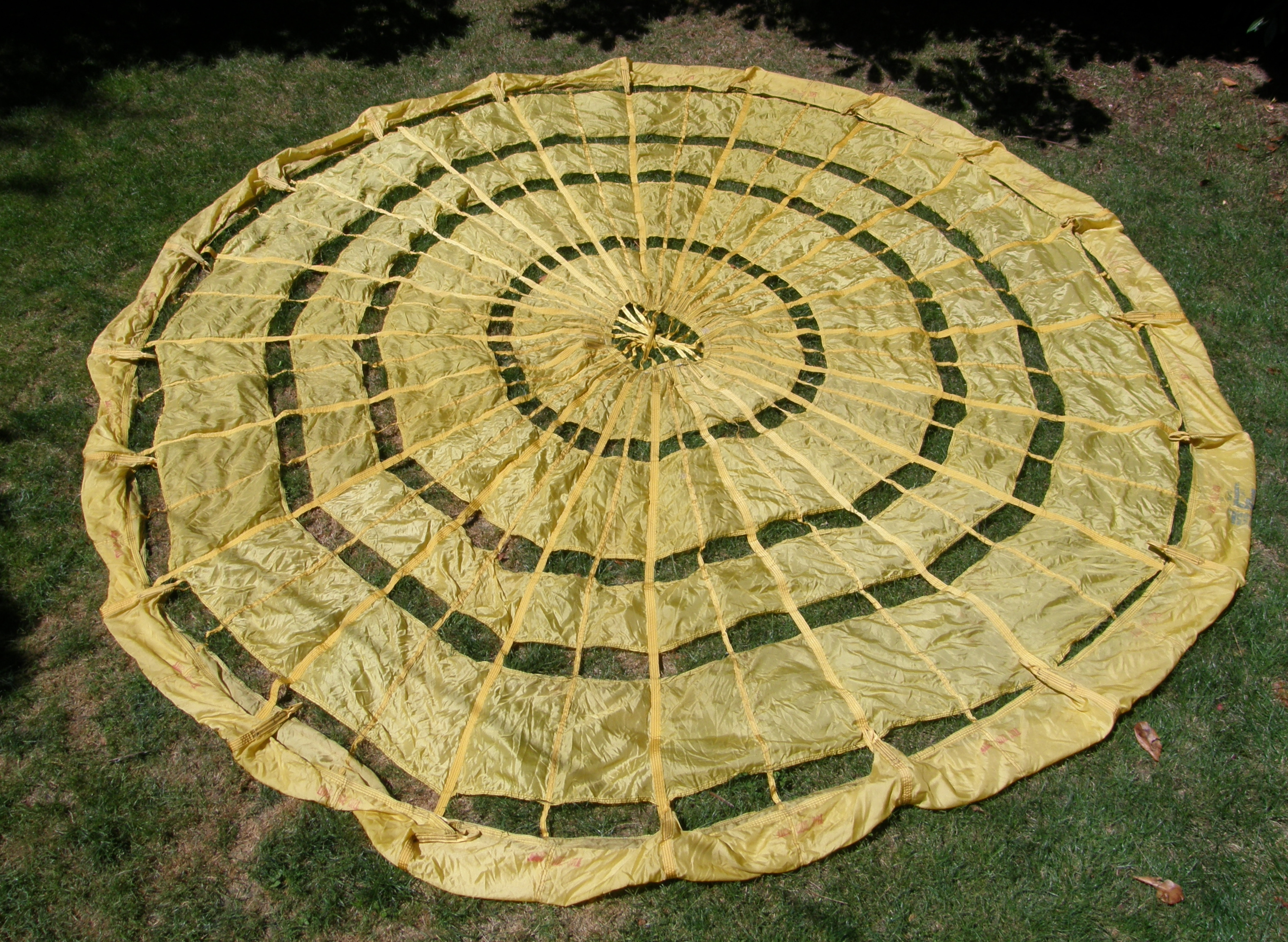
Ausgebreiteter Bremsschirm

Ein Bremsschirm, oft fälschlich als Bremsfallschirm bezeichnet, ist eine einem Fallschirm ähnliche Vorrichtung, häufig an einem Fahrzeug oder Flugzeug, die speziell zum Abbremsen ausgelegt ist. Bremsschirme sind außerordentlich robust konstruiert; die Kappen bestehen aus – meist kreuzweise verflochtenen – Textilbändern. Sie werden während der Landung von Luftfahrzeugen – meist kurz vor oder nach dem Aufsetzen – eingesetzt, um die Landerollstrecke zu verkürzen. Insbesondere Kampfflugzeuge, die keine Schubumkehr haben, bedienen sich des Bremsschirmes.

## Geschichte

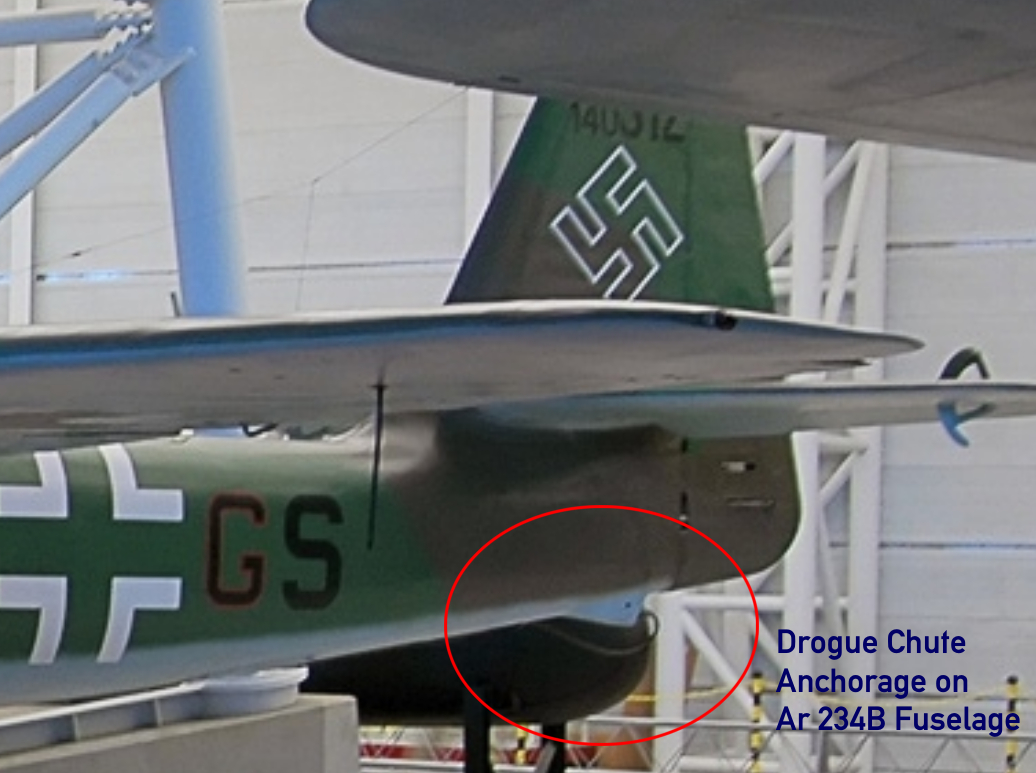
The National Air and Space Museum: Arado Ar 234B

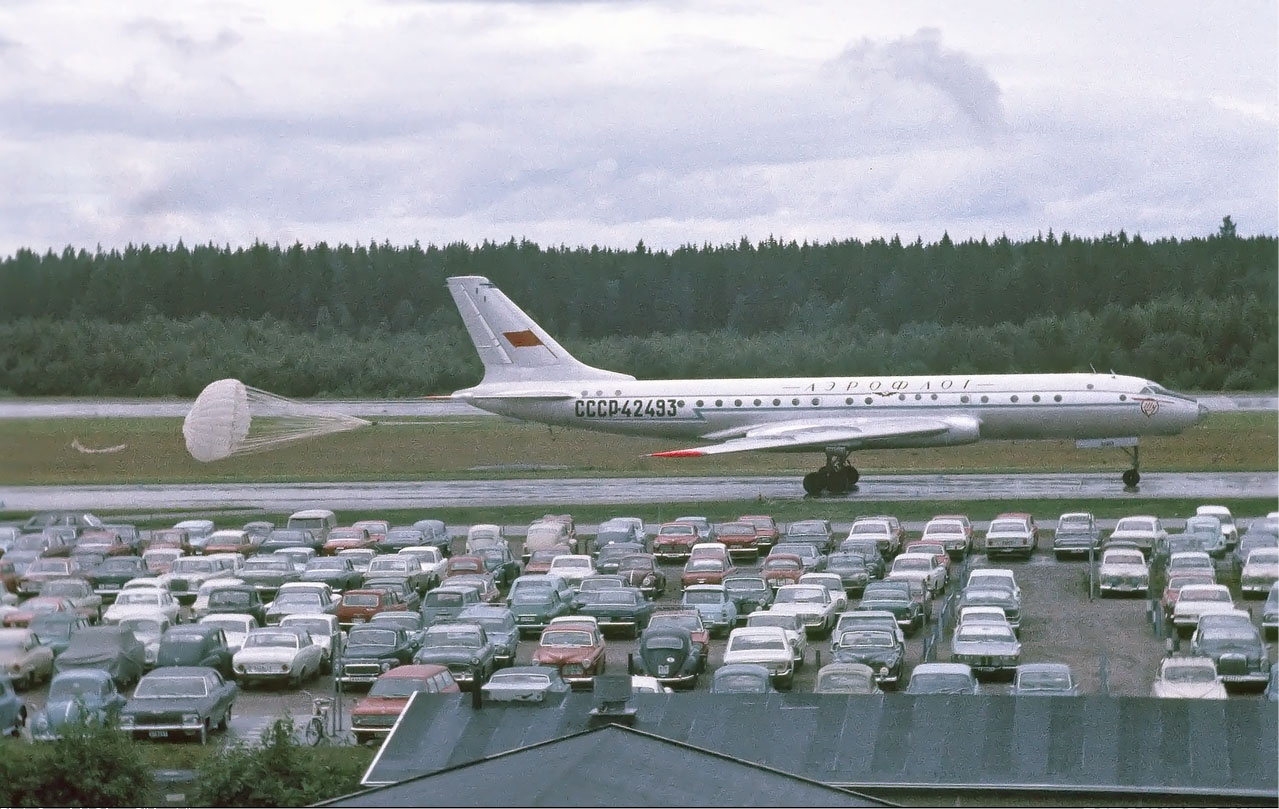
Tupolew Tu-104B Passagiermaschine auf dem Flughafen Stockholm/Arlanda (1968)

Als Erfinder des Bremsschirms gilt der italienische Aviatik-Pionier Giovanni Agusta, der schon 1911 einen Prototyp entwickelte. Der erste bekannte Einsatz erfolgte am 21. Mai 1937 im Rahmen der ersten sowjetischen Arktis-Expedition, wobei ein viermotoriges ANT-6-Flugzeug mit Hilfe eines Bremsschirms auf einer driftenden Eisscholle am Pol landete, um dort die Eisdriftstation „Nordpol-1“ zu errichten. Einige Tage später landeten dort drei weitere Flugzeuge gleichen Typs.
In Deutschland wurden erste Versuche mit Bremsschirmen an Flugzeugen 1941 im Zweiten Weltkrieg an der Me 210 V-14 und der Ju 52 (Erprobungsbericht der E-Stelle Rechlin) vorgenommen.
Die Horten H IXb (Ho 229) war um 1945 ebenfalls mit einem Bremsschirm bestückt.
Bremsschirme gehörten zur Standardausrüstung vieler militärischer Strahlflugzeuge bei immer größeren abzubremsenden Gewichten; so verfügten auch die in Ende 1940er- und die in den 1950er-Jahren entwickelten Langstreckenbomber wie die Boeing B-47, B-52 oder die Convair B-58 Hustler, ein vierstrahliger überschallschneller Bomber der Zeit des Kalten Krieges, über einen Bremsschirm. Beim französischen Passagierflugzeug Caravelle wurde der Bremsschirm zum Beispiel von der Swissair bei Landungen auf kurzen oder nassen Pisten bis sicher 1970 eingesetzt, war aber bei den Besatzungen aufgrund der Störung der üblichen Betriebsabläufe unbeliebt. Schon 1960 wurde darum eine Version der Caravelle mit Schubumkehr angeboten.

## Heutige Nutzung
Der Eurofighter Typhoon hat mit Bremsschirm einen Landeweg von etwa 700 Metern.

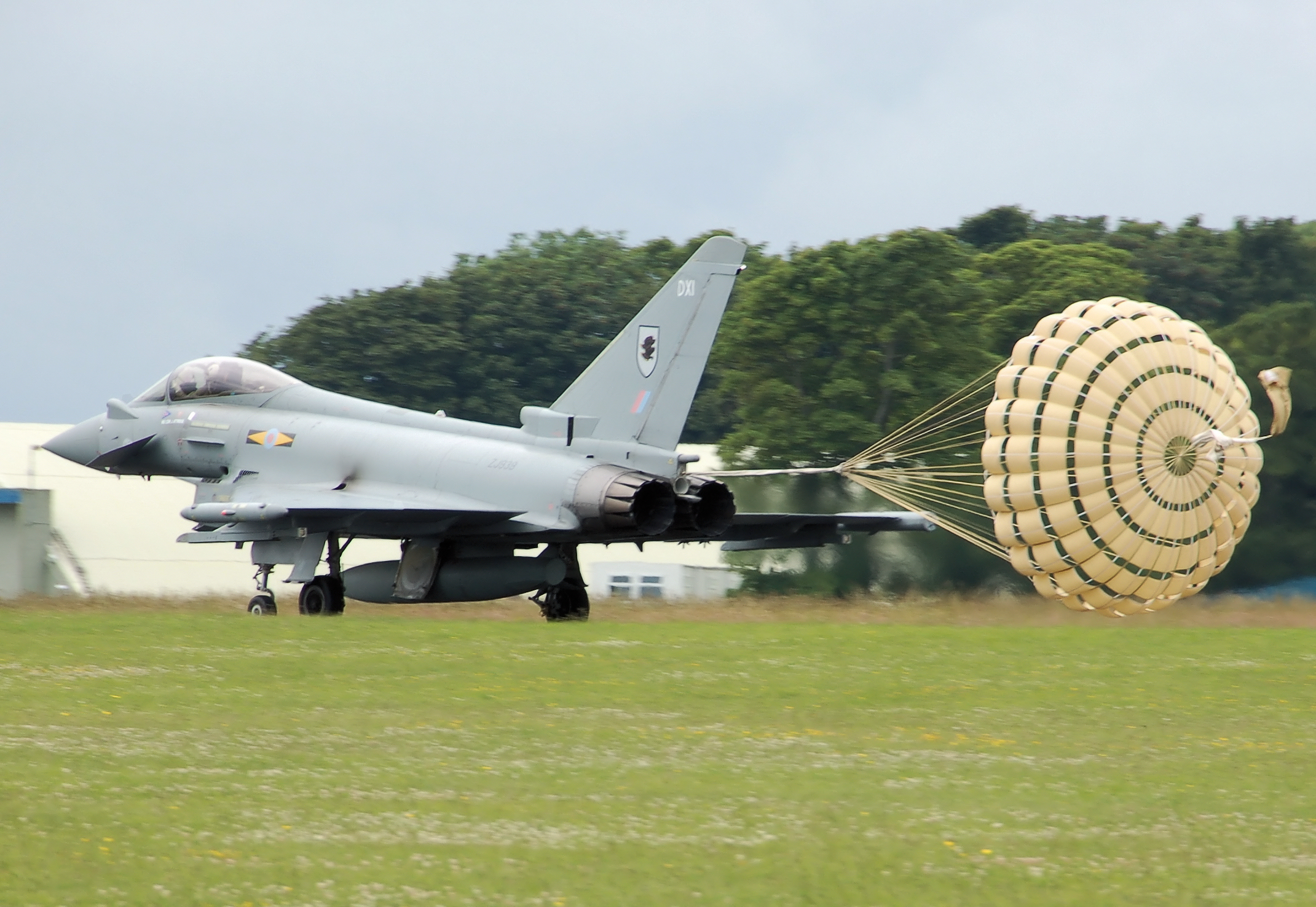
Typhoon mit Bremsschirm

Bei Landfahrzeugen werden Bremsschirme bei Beschleunigungswettbewerben an Dragstern eingesetzt, um die Radbremsen zu entlasten. Sie können dabei eine Verzögerung von bis zu 6 g erzeugen.
Bremsschirme werden mittig am Heck des Fahrzeuges in ausreichend Abstand zum Boden angebracht, so dass kein Drehmoment um die Hochachse auftritt. Je nach Belastung verwendet man sie auch in Bündeln von zwei bis vier Schirmen.
Beim bodennahen Absetzen von – meist militärischer – Fracht (zum Beispiel Luftlandepanzer) ziehen die Bremsschirme spezielle Schlitten aus einem Transportflugzeug, um sie danach am Boden abzusetzen. Sie wirken zunächst als Bremsschirm (horizontal) und dann als Fallschirm.
- Video: Bremsschirm einer BAE Hawk

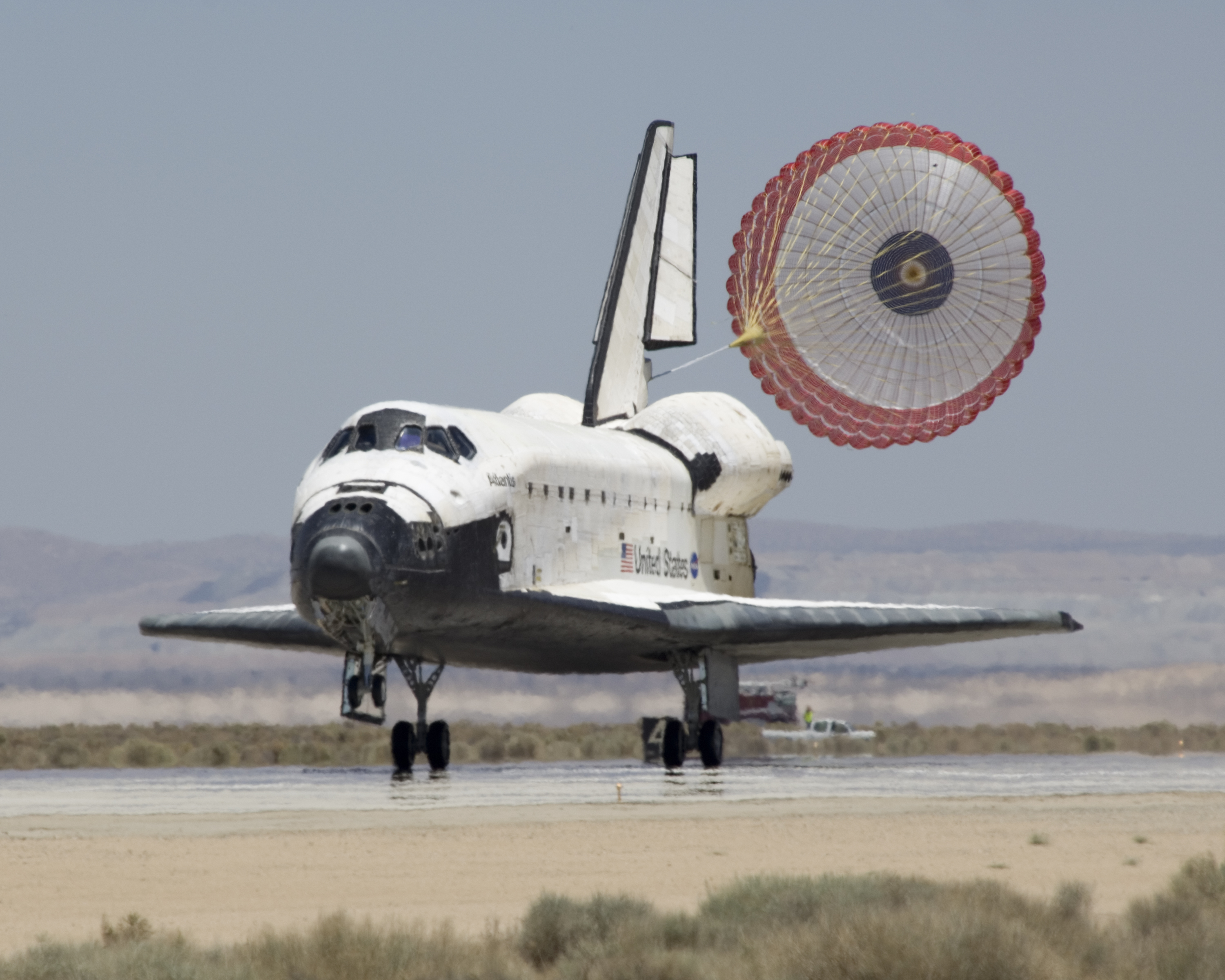
Raumfähre Atlantis mit Bremsschirm
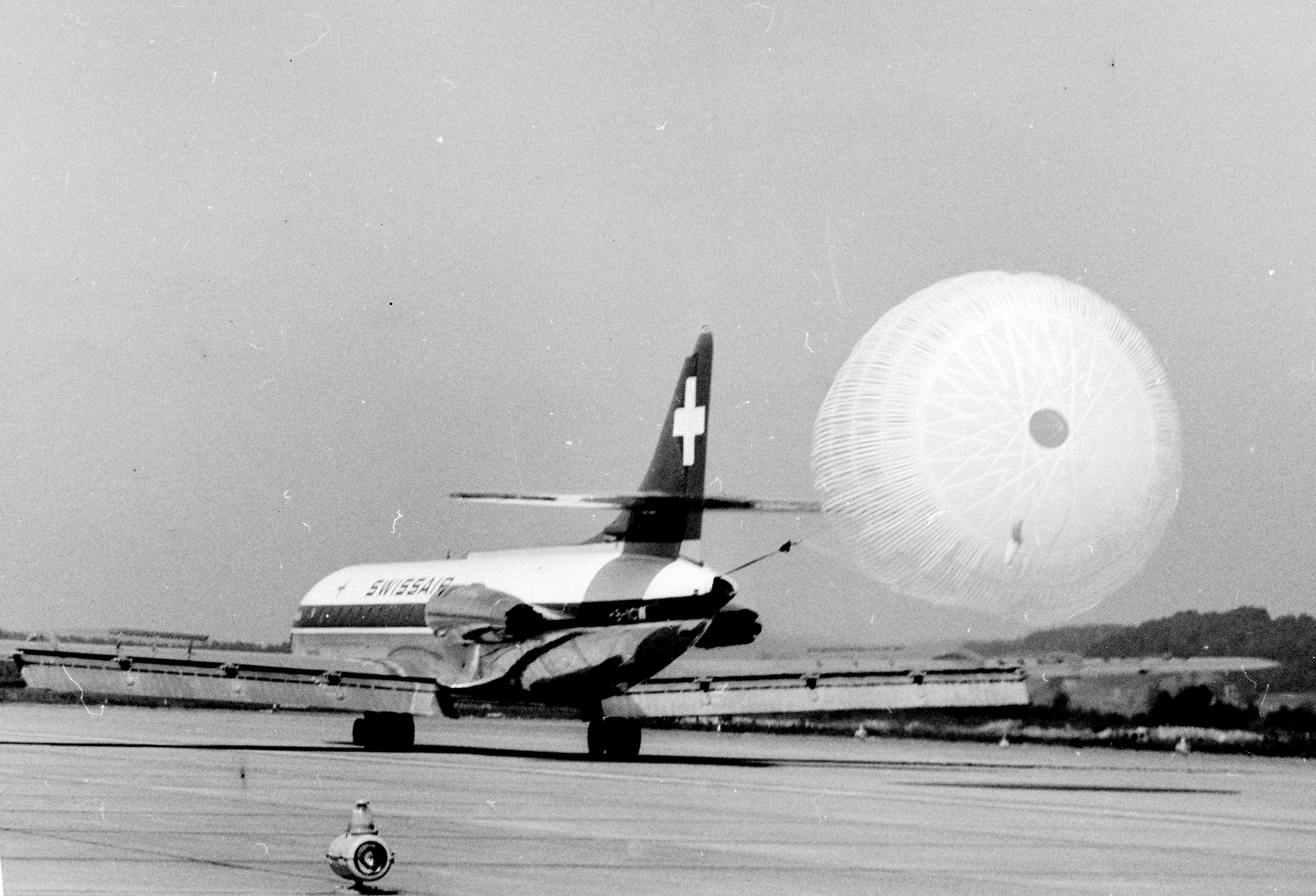
Eine Caravelle der Swissair mit Bremsschirm
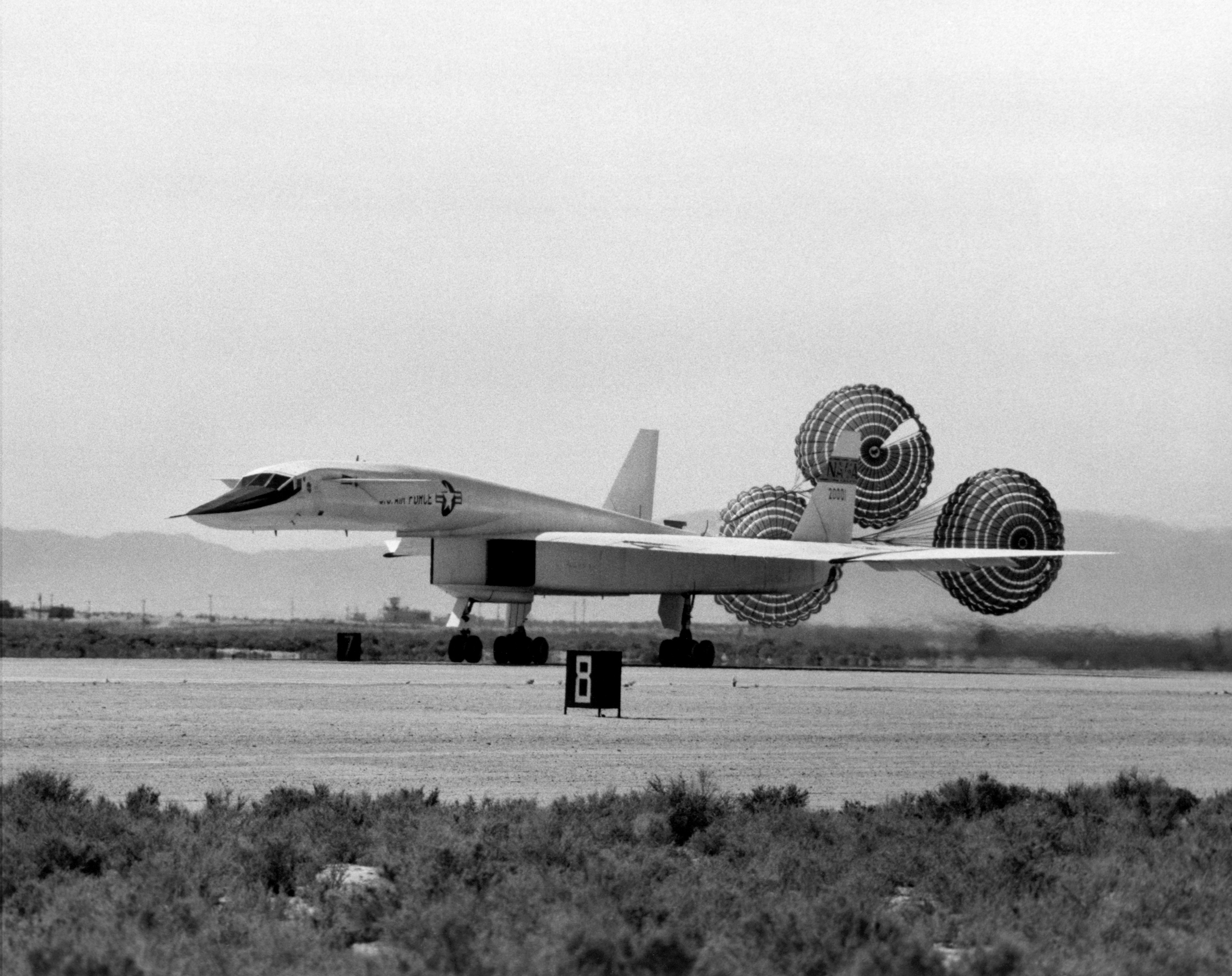
Die North American XB-70 verwendete drei Bremsschirme gleichzeitig
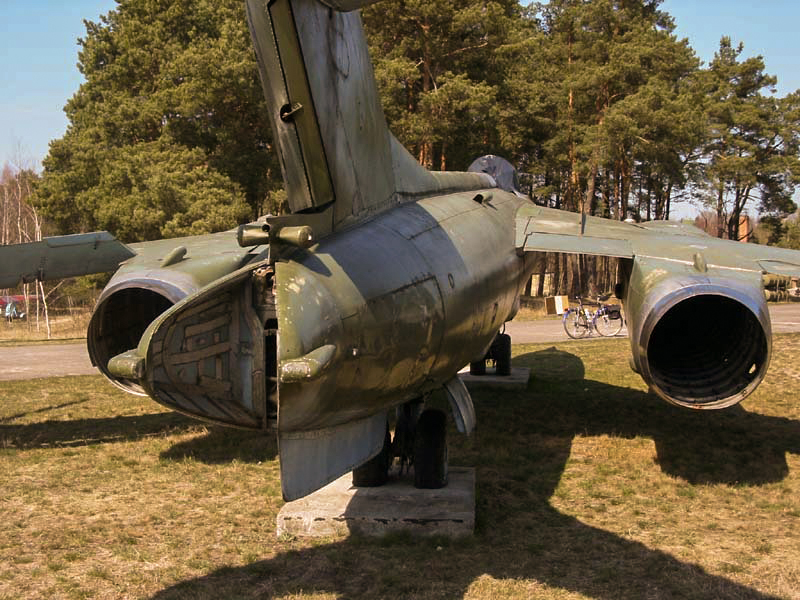
Geöffnetes Staufach des Bremsschirms am Heck einer Jak-28
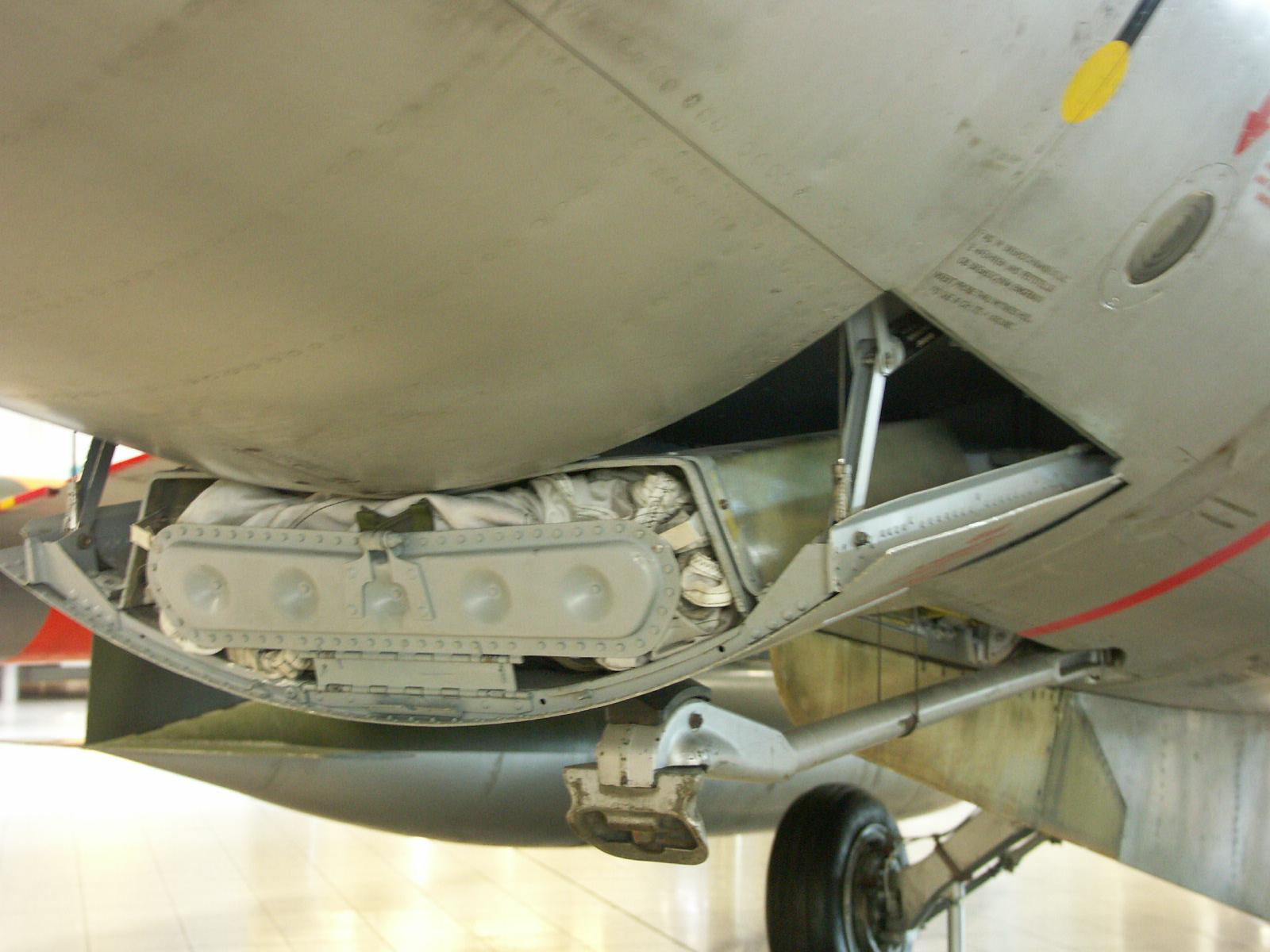
Staufach bei der F-104G
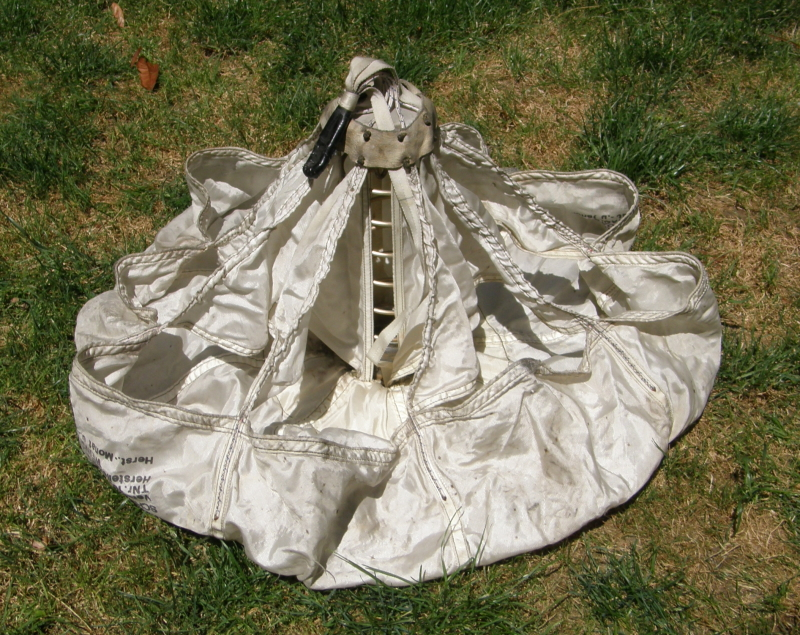
Der Hilfsschirm eines Bremsschirms, mittig die Schraubenfeder zur schnelleren Öffnung
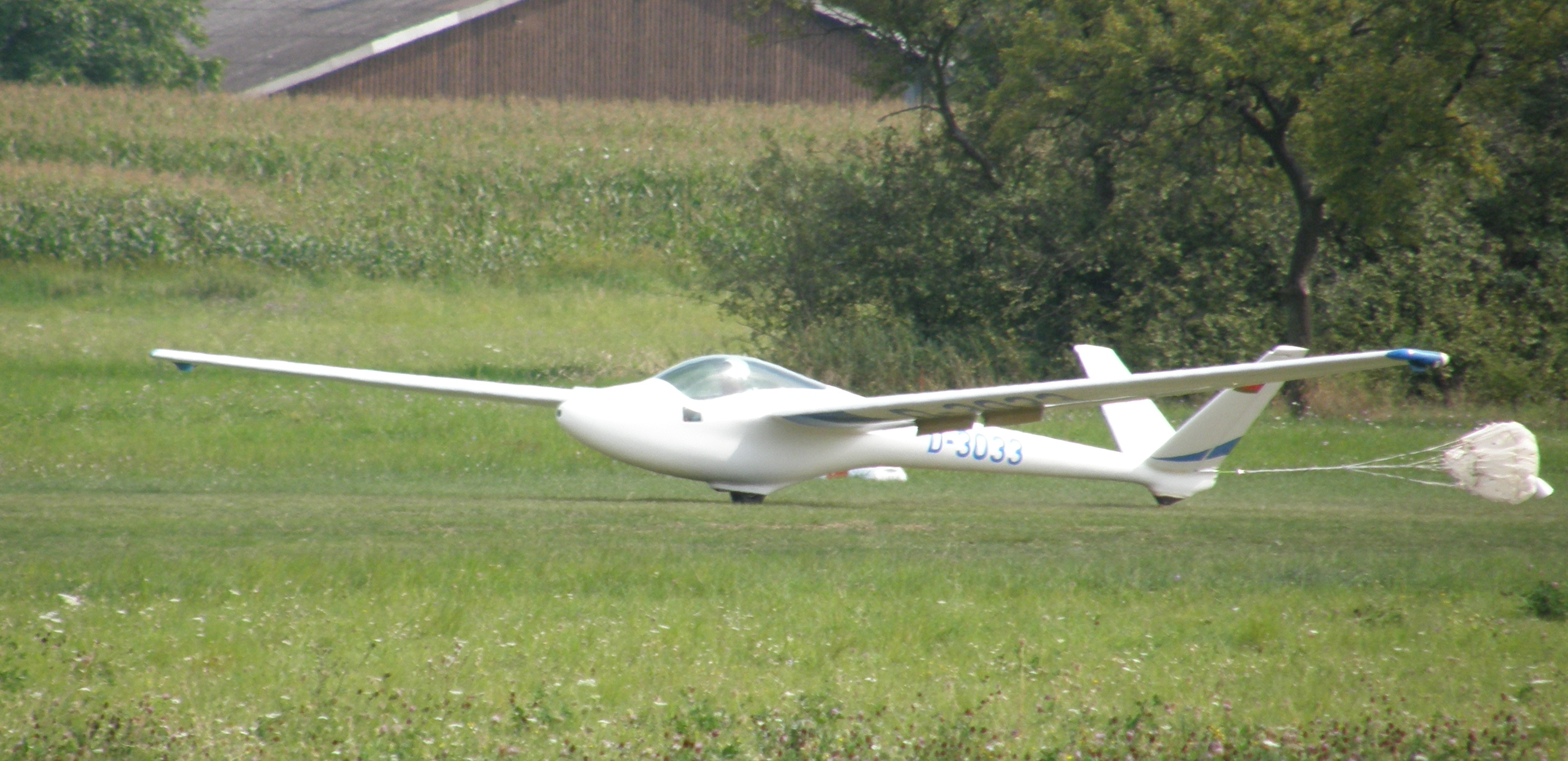
Bremsschirm am Segelflugzeug Salto
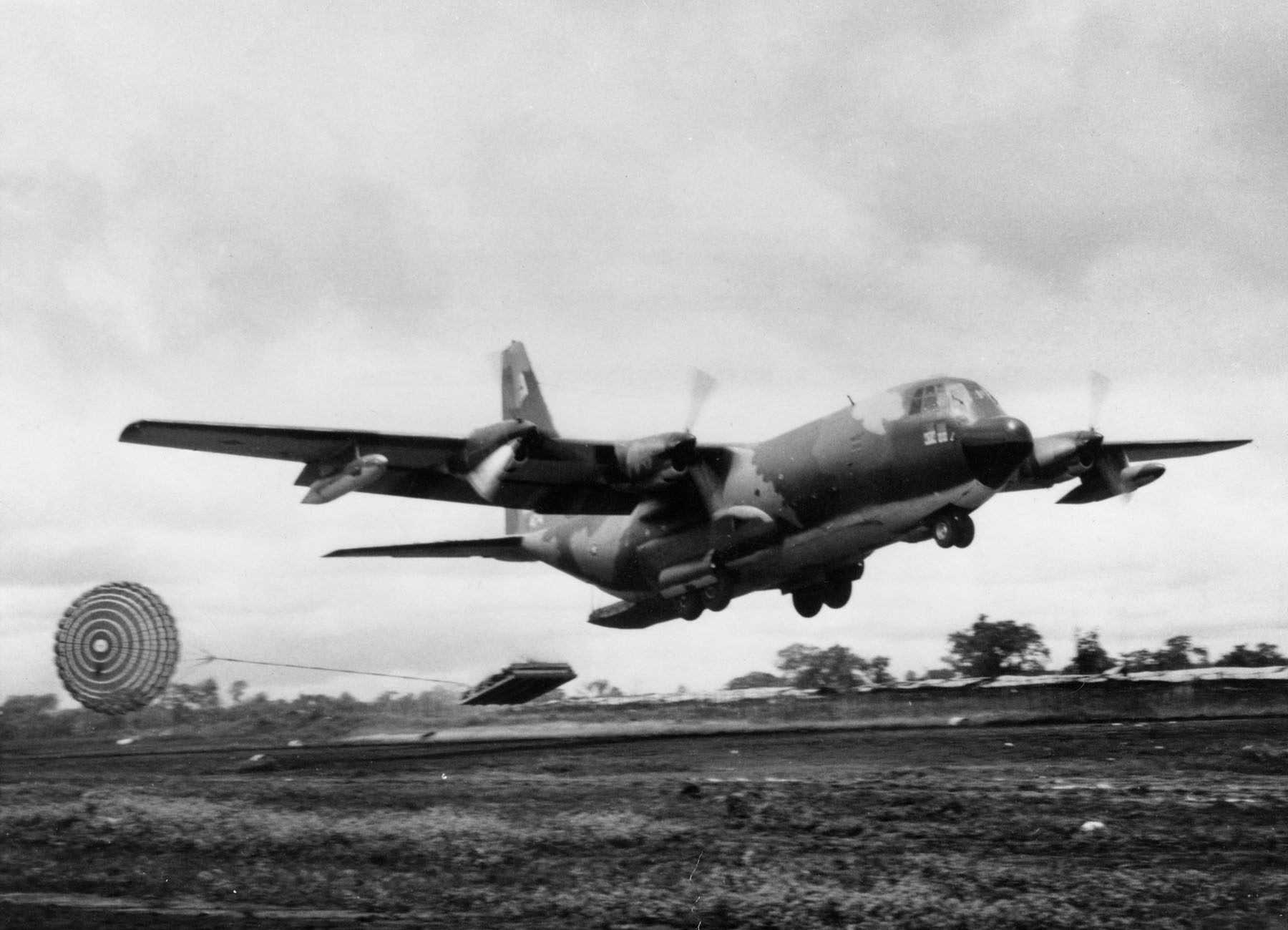
Absetzen von Fracht im Tiefflug, welche durch einen Bremsschirm aus dem Laderaum gezogen wird (LAPES)
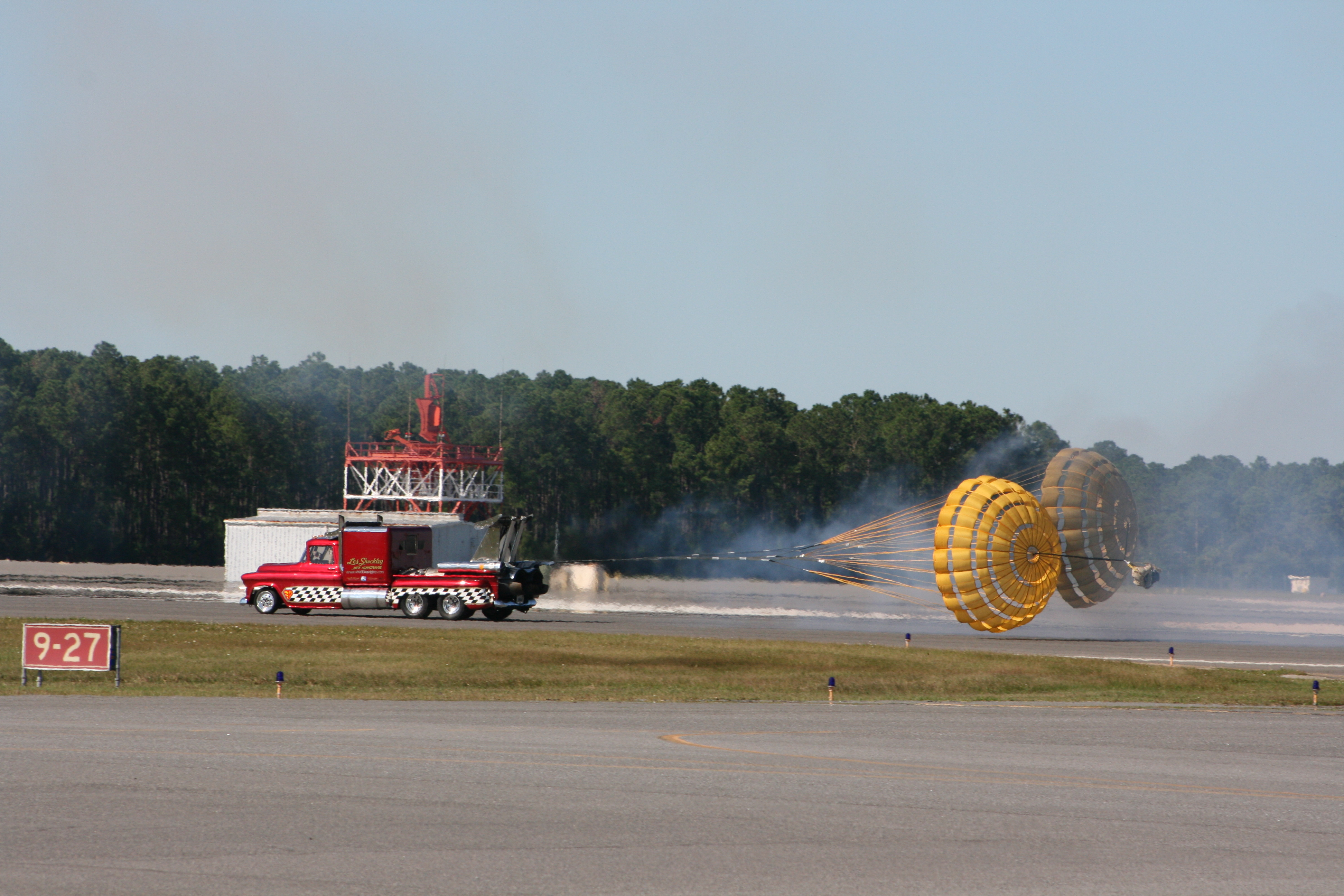
Bremsschirme bei einem strahlgetriebenen Truck

## Stratosphärensprung

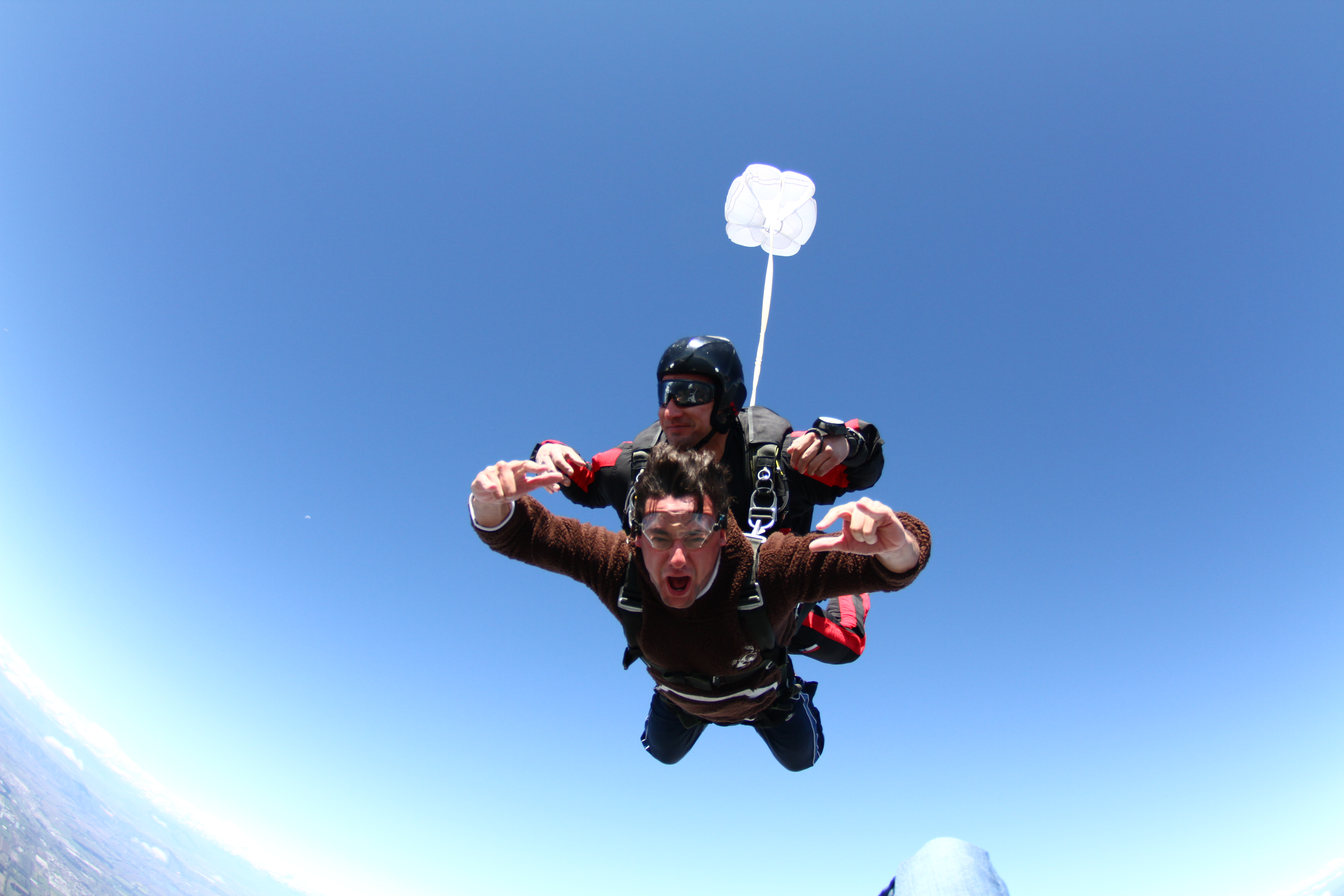
Tandemspringer mit Stabilisierungsschirm

Beim Stratosphärensprung kann ein kleiner Schirm eingesetzt werden, der bei sehr hoher Geschwindigkeit in noch sehr dünner Atmosphäre verhindert, dass der Springer um eine Achse quer zur Fallrichtung rotiert. Er dient der Stabilisierung der Orientierung des Körpers des Springers in Bezug auf den Vektor seiner Fallgeschwindigkeit. Ein Nebeneffekt ist, dass dieser Stabilisierungsschirm auch die Fallgeschwindigkeit bremst.
Bei einem Tandemsprung, sowie beim militärischen HALO-Sprung wird ebenfalls ein kleiner Bremsschirm zur Stabilisierung der Springer im freien Fall verwendet.

## Schiffe
In der Schifffahrt werden Treibanker, die Bremsschirmen ähneln, unter Wasser eingesetzt, um die Abdrift- oder die Vorwärtsbewegung eines Schiffes zu verringern oder bei einem Not-Stopp den Anhalteweg zu verkürzen.

## Lauf- und anderer Sport
- Im Sport werden sowohl beim Laufen als auch beim Schwimmen Bremsschirme zum Widerstandstraining eingesetzt. In beiden Anwendungsfällen um Beinfreiheit und gute Anströmung zu erreichen ausreichend lang angeleint mit einem Band oder Gummiseil rückenseitig an einen Hüftgurt. Der Schirmdurchmesser beträgt in Luft etwa 50 bis 100 cm, in viskosem Wasser 20 bis 70 cm.

- Beim Windenstart eines Segelflugzeugs wird am Ende des Stahlseils ein Brems- oder Fallschirm eingesetzt. Nachdem das Seil vom Segler ausgeklinkt wurde, wird das Seil vom Schirm im Fall gebremst. Die Seilwinde kann das Seil unter Zug einholen und fehlerfrei  auf der Seiltrommel aufspulen. Beim Flugzeugschlepp hingegen werden dynamische Kunstfaserseile ohne Schirm verwendet und werden nach Ausklinken des Seglers ins Schleppflugzeug eingeholt oder vor der Landung aus geringer Höhe abgeworfen.

- Wird ein geschlepptes Banner abgeworfen, wirkt das flatternde Banner selbst als bremsendes Element.

- Drachen haben einen oder mehrere Schwänze, die als Band oder Schnur mit Quasten oder als Windsack ausgebildet sein können. Alternativ kann auch eine Windturbine verbaut sein, ein Schirmchen, dessen verdrehte Sektoren es in Drehung versetzen, wenn Wind anströmt. Bei entsprechender Ausformung haben Windturbinen teilweise die Form und Funktion von einem Bremsschirm.

- Hängegleiter können bei der Landung ebenfalls Bremsschirme benutzen, um die Landestrecke zu verkürzen.[3]

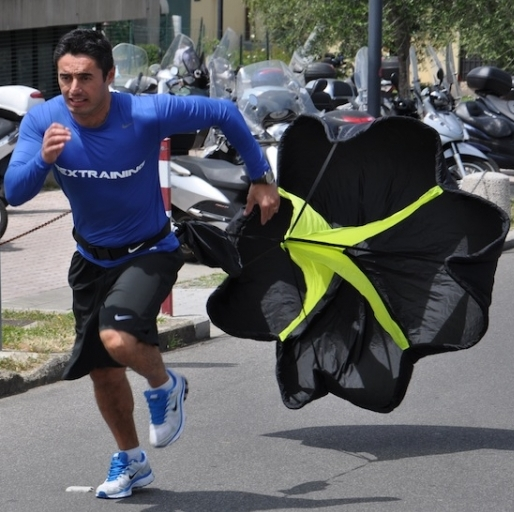
Widerstandstraining mit Bremsschirm
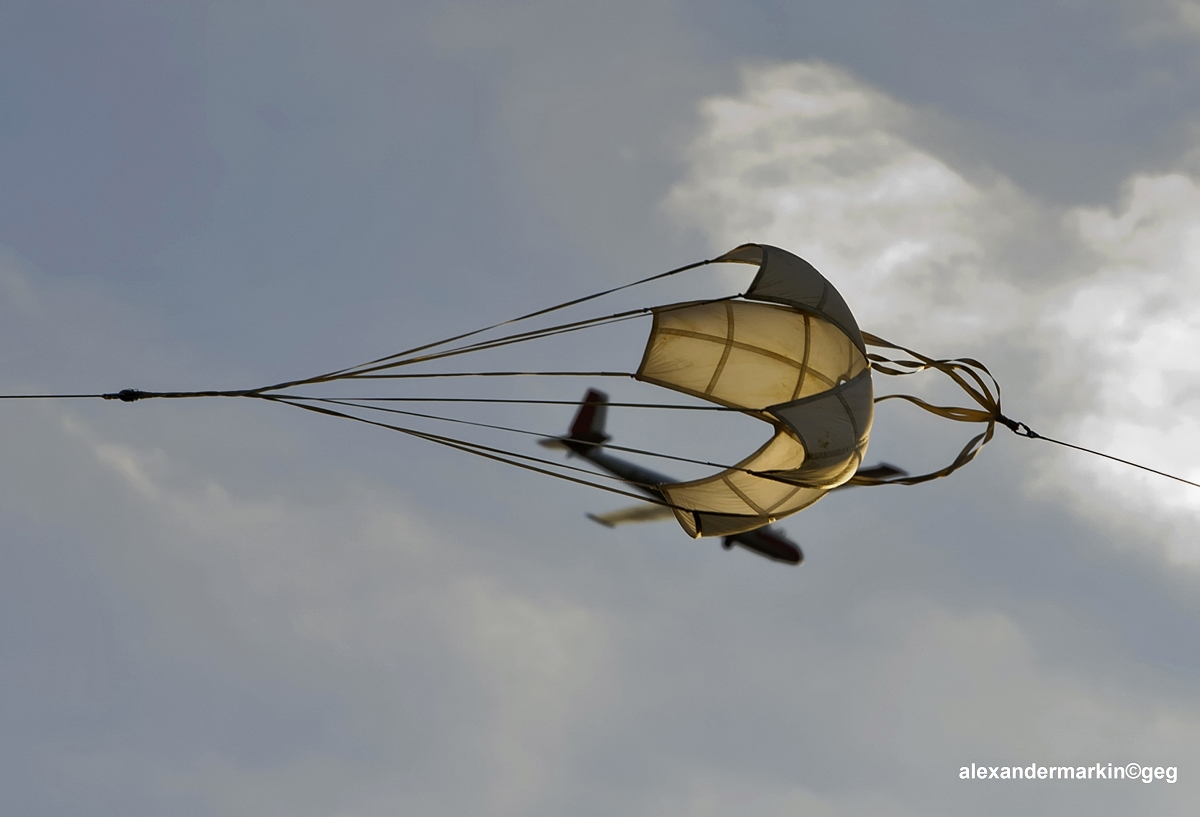
Kreuzbremsschirm am Windenschleppseil
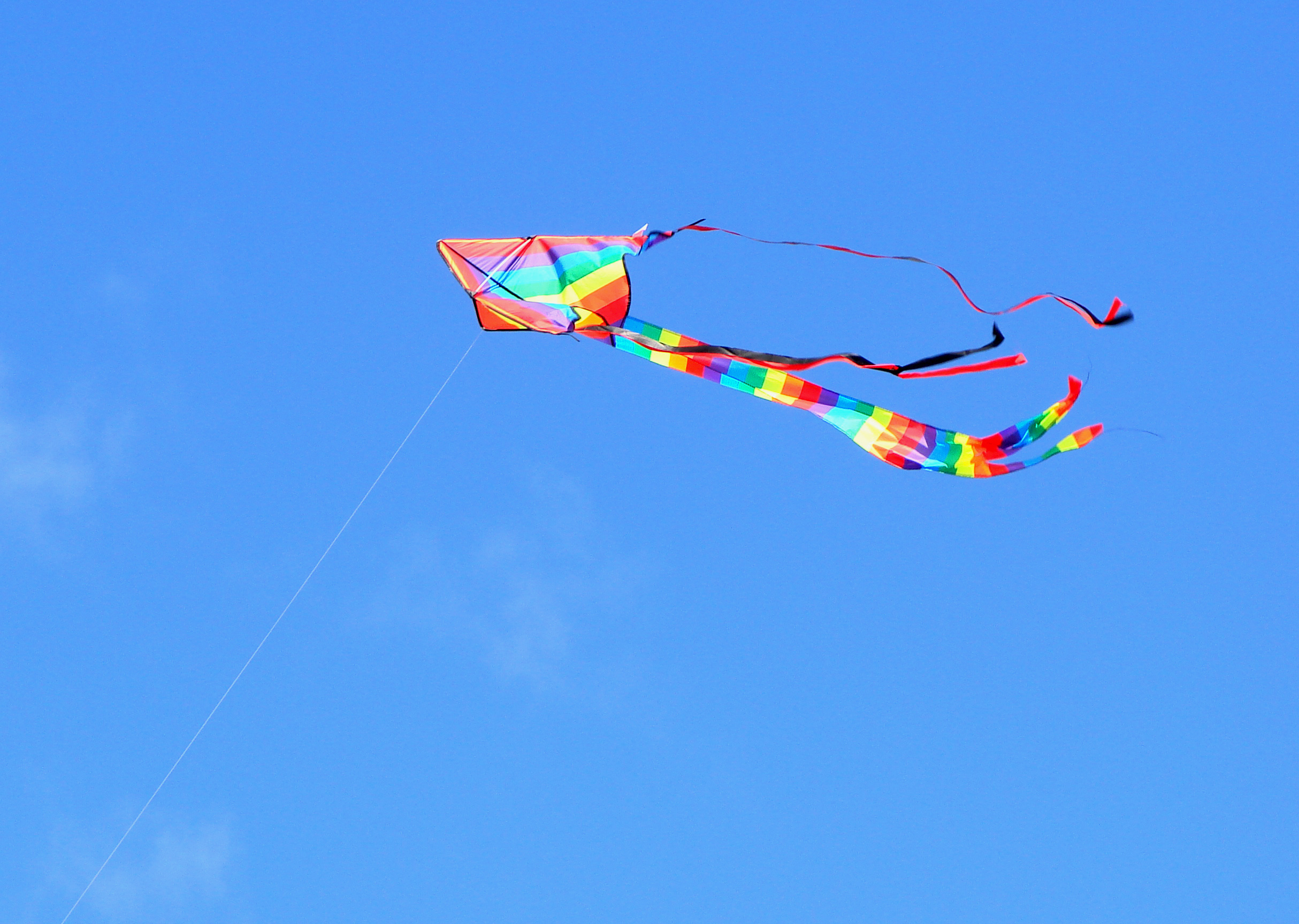
Drachen mit Stabilisierungschwanz
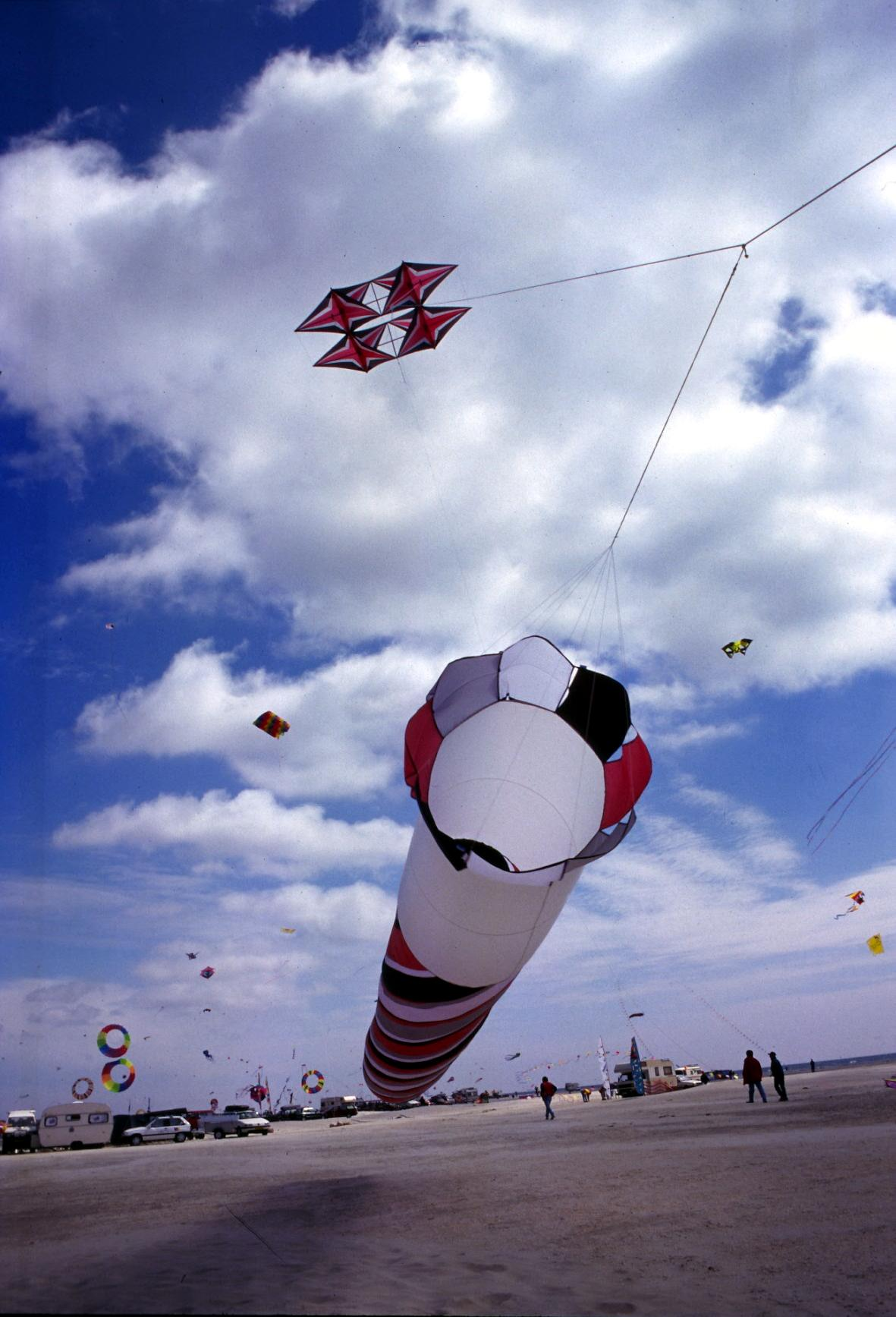
Windsack an der Drachenleine
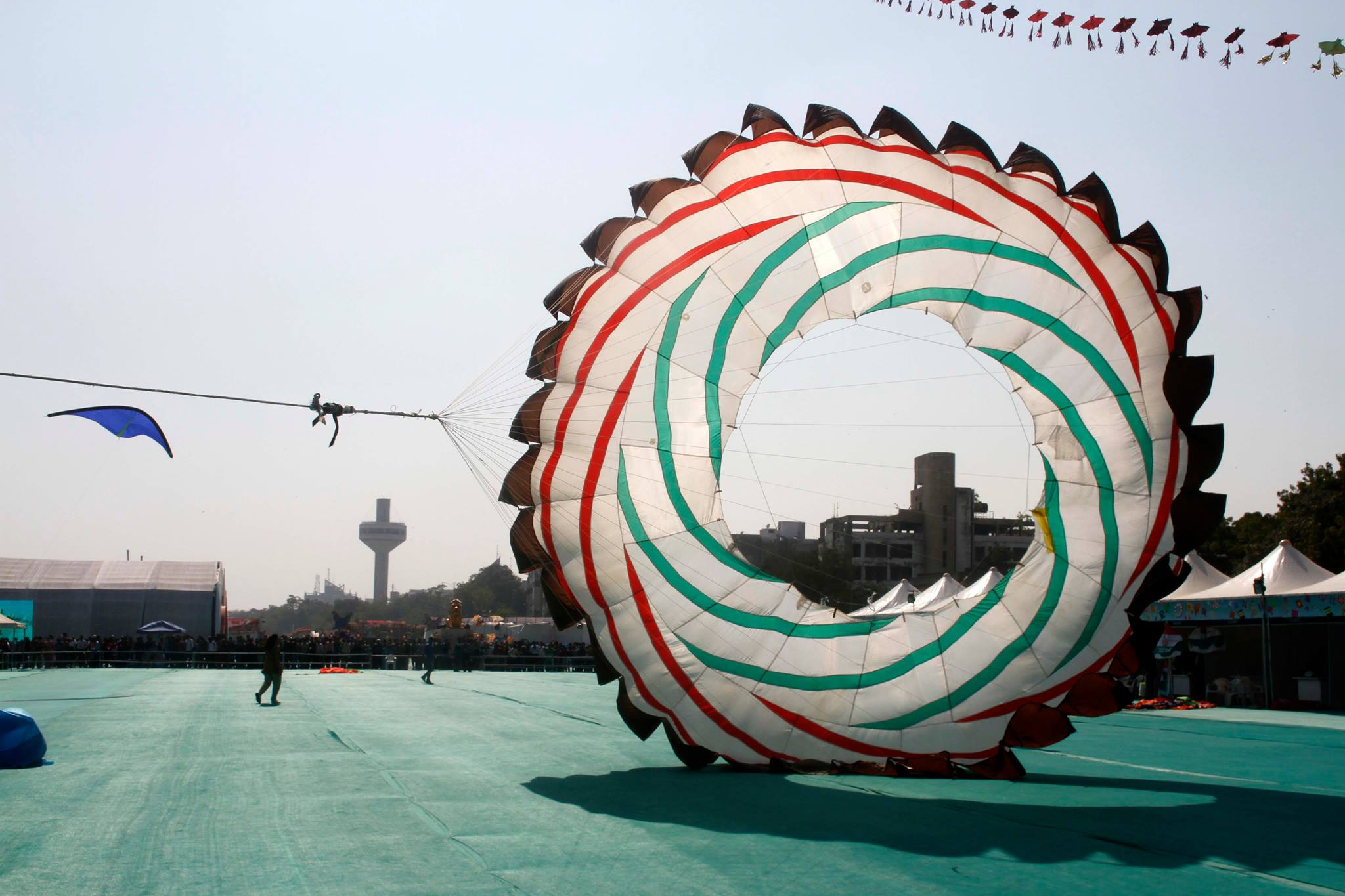
Große Turbine
Bremsballon

## Bremsballon
Unter bestimmten Umständen kann ein Bremsballon (Ballute) die Funktion eines Bremsschirmes übernehmen. Etwa beim Fall einer leichten Kamera oder dem Abstieg einer Sonde in der Atmosphäre eines Himmelskörpers. Die Raumsonde Spirit landete am 4. Januar 2004 mittels Bremsballons mit 28 Sprüngen hüpfend auf dem Mars.